# Bistum Cairns
Das Bistum Cairns (lateinisch Dioecesis Cairnensis, englisch Diocese of Cairns) ist eine in Australien gelegene Diözese der römisch-katholischen Kirche mit Sitz in Cairns, Queensland. Es umfasst den nördlichen Teil von Queensland.

## Geschichte
Papst Pius IX. gründete das Apostolische Vikariat Queensland am 30. Januar 1877 aus Gebietsabtretungen des Bistums Brisbane. Die italienischen Missionare, die bis 1884 blieben, trafen auf den Widerstand lokaler irischer Laien. Die Meinungsverschiedenheiten wurden durch ein Interdikt im November 1883 beendet und der Apostolische Vikar Paul Fortini musste die Stadt Herberton verlassen. Anschließend wurde das Apostolische Vikariat den Augustinern aus Irland übergeben, die den Mangel an Geistlichen mit Berufungen aus dem Ausland bewältigten. Am 10. Mai 1887 nahm es den Namen des Apostolischen Vikariats Cooktown an. Am 8. Juli 1941 wurde die Kurie von Cooktown nach Cairns verlegt und zur Diözese mit dem heutigen Namen erhoben.
Das Gebiet des Bistums wurde am 14. Februar 1967 um die Gemeinde Thursday Island, die ursprünglich im Teil des Apostolischen Vikariat Queensland lag, im Jahre 1885 jedoch Teil des Bistums Victoria wurde, erweitert. Am 28. Mai 1967 wurde der Grundstein der neuen Kathedrale gelegt, die dann am 8. Juli 1968 geweiht wurde.

## Ordinarien

### Apostolische Vikare von Queensland
- John Cani (1877 – 3. Januar 1882, dann Bischof von Rockhampton)
- Paul Fortini (1882–1884, gestorben)

### Apostolische Vikare von Cooktown
- John Hutchinson OSA (13. Mai 1887 – 28. Oktober 1897, gestorben)
- James Dominic Murray OSA (28. März 1898 – 13. Februar 1914, gestorben)
- John Alfons Heavey OSA (3. Mai 1914 – 8. Juli 1941)

### Bischöfe von Cairns
- John Alfons Heavey OSA (8. Juli 1941 – 12. Juni 1948, gestorben)
- Thomas Vincent Cahill (11. November 1948 – 13. April 1967, dann Erzbischof von Canberra und Goulburn)
- John Ahern Torpie (14. September 1967 – 5. August 1985, emeritiert)
- John Alexius Bathersby (17. Januar 1986 – 3. Dezember 1991, dann Erzbischof von Brisbane)
- James Foley (16. Juli 1992 – 21. August 2022)
- Joseph Caddy (seit 6. Juni 2024)